# اونورست
اونورست (ترکی آذربایجانی: Onverst) یک منطقهٔ مسکونی در جمهوری آرتساخ است که در استان کاشاتاق واقع شده‌است.

## تاریخچه
این ناحیه پیش از ۵ اکتبر ۱۹۹۹ ساخکادزور (Saxkadzor) نام داشت.